# Elecciones federales de Australia de 1922
La elección federal de Australia de 1922 se llevó a cabo el 16 de diciembre de 1922 para elegir a los 75 miembros de la Cámara de Representantes del Parlamento de Australia. El gobernante Partido Nacionalista fue derrotado por los laboristas, aunque pudieron mantenerse en el gobierno gracias a un pacto con los agraristas del Partido del Campo liderado por Earle Page y que tenían un papel decisivo en la formación del nuevo gobierno. Sin embargo, los agraristas exigieron la salida del Primer Ministro Billy Hughes como precio para unirse y permitir el nuevo gobierno, siendo sustituido por el líder del Partido Nacionalista Stanley Bruce.